# Seyfullah Esin
Seyfullah Esin (* 1902 in Istanbul; † 1982) war ein türkischer Diplomat.

## Werdegang
Esin studierte an der Deutschen Hochschule für Politik in Berlin und an der George Washington University in Washington, D.C. 1925 trat er in den diplomatischen Dienst der Türkei ein.
1952 bis 1954 war er türkischer Botschafter in Österreich. Von 27. Dezember 1955 bis 14. Juni 1957 war er türkischer Botschafter in der Bundesrepublik, danach drei Jahre Ständiger Vertreter der Türkei bei den Vereinten Nationen in New York (1957–1960).

## Ehrungen
- 1954: Großes Goldenes Ehrenzeichen am Bande für Verdienste um die Republik Österreich[1]
- 1957: Großes Verdienstkreuz mit Stern und Schulterband der Bundesrepublik Deutschland